# Ban Chong-Ang
Ban Chong-Ang – wieś położona w południowo-wschodnim Laosie, w prowincji Attapu, w dystrykcie Sanamxay.